# Ugrabitev Evrope (Tizian)
Ugrabitev Evrope je slika beneškega umetnika Tiziana, naslikana ok. 1560–1562. Je v stalni zbirki muzeja Isabelle Stewart Gardner v Bostonu v Massachusettsu. Slika olje na platnu meri 178 krat 205 centimetrov.

## Predmet
Naslov slike se nanaša na mitološko zgodbo o ugrabitvi Evrope s strani Zevsa (Jupitra za Rimljane). V mitu je bog prevzel podobo bika in zvabil Evropo, da se je povzpela na njegov hrbet. Ko je bila tam, je bik zajahal v morje in jo odnesel na Kreto, kjer je razkril svojo pravo identiteto. Evropa je postala prva kraljica Krete in je imela z Zevsom tri otroke.
Čeprav se domneva, da je vir Tizianovega navdiha temeljil na prizoru iz II. knjige Ovidovih Metamorfoz, bi lahko bil bolj neposreden vpliv opis slike Ugrabitev Evrope v romanu Ahila Tacija Levkip in Klitofon. Roman Ahila Tacija je bil preveden v italijanščino in natisnjen leta 1546 v Benetkah, le nekaj let preden naj bi Tizian naslikal Ugrabitev Evrope. Ahil Tacijev opis delfinov, Evropin šal, Kupida, Evropinega pokrivala in »njenega položaja na hrbtu bika – ne z nogo na vsaki strani, temveč z nogami na desni strani bika in levo roko na njegovem rogu« odmeva v Tizianovi upodobitvi istega prizora.

## Opis
Tizian je nedvoumen glede dejstva, da gre za prizor ugrabitve: Evropa je nemočno zleknjena na hrbtu, njena oblačila so razmetana. Slika prikazuje Evropo na hrbtu bika, tik ob obali svoje domovine. Čeprav dejanje spolnega nasilja na sliki ni prikazano, je implicirano z držo Evrope z razprtimi nogami in njenim izrazom strahu, ko jo odvleče Zevs. Njeno nevarnost nakazujeta tudi njeno mahanje z rdečim svilenim šalom in morska pošast v ospredju slike. V drugih delih slike dva putta na nebu lovita Evropo, eden pa jezdi na delfinu v morju.
Yael Even je teoretiziral, da bi Tizian to sliko lahko ustvaril ne zaradi posebne navezanosti na temo, ampak zato, da bi uveljavil svoje sposobnosti slikarja.

## Izvor
Slika je bila ena od poesij, ki jih je Tizian naslikal za kralj Filipa II. Z Diano in Kalisto ter Diano in Actaeonom, obe si zdaj delita London in Edinburgh; bila je ena od treh Tizianovih poesij, ki jih je Filip V. Španski dal francoskemu veleposlaniku, vojvodi Gramontu, ta pa jih je podaril Filipu II., vojvodi Orléansu, regentu Francije od 1715 do 1723. Večji del 18. stoletja je bila v zbirki Orleansov v Parizu. Kupil jo je Bernard Berenson v imenu zbirateljice umetnin Isabelle Stewart Gardner leta 1896.

## Razstave
Slika je bila leta 1857 vključena v razstavo Manchester Art Treasures. Od 12. avgusta 2021 do 2. januarja 2022 je muzej Isabelle Stewart Gardner prikazal vseh šest Tizianovih poesij na razstavi z naslovom Tizian: Ženske, mit in moč. Prvič po 16. stoletju je bilo šest slik fizično združenih.

## Tizianova serijapoesieza Filipa II.
- Danaa, dostavljena Filipu leta 1553, zdaj zbirka Wellington, s prejšnjo in poznejšo različico.
- Venera in Adonis, muzej Prado, dobavljena 1554 in več drugih različic
- Ugrabitev Evrope, c. 1560–62, muzej Isabelle Stewart Gardner
- Diana in Acteon, 1556–59, v skupni lasti londonske Narodne galerije in Škotske narodne galerije v Edinburghu
- Diana in Kalisto, 1556–59, v skupni lasti londonske Narodne galerije in Škotske narodne galerije v Edinburghu
- Perzej in Andromeda, Wallace Collection, c. 1553–62
- Acteonova smrt, Narodna galerija, nikoli dostavljena in ni vedno všteta v seriji, c. 1559 naprej

- Danaa
- Venera in Adonis
- Diana in Acteon
- Diana in Kalisto
- Perzej in Andromeda
- Ugrabitev Evrope
- Acteonova smrt